# Christian Bertelsen (politibetjent)
Christian Berthelsen (født 5. juni 1978) er en dansk politibetjent, foredragsholder og tv-personlighed. Han er kendt for sin deltagelse i tv-programmet Fanget på politiets kamera på kanal-5. Derudover har han medvirket i sæson 6 af tv-pogrammet Jaget vildt - kendte på flugt.

## Karriere
Berthelsen har været politibetjent siden 2004. Han er ansat ved rigspolitiets nationale færdselsafdeling og har tidligere arbejdet som motorcykelbetjent i bl.a. Københavns Politi.